# ویلیام دالی
ویلیام دالی (انگلیسی: William Dally; ۲۲ فوریهٔ ۱۹۰۸ – ۳۰ مهٔ ۱۹۹۶) قایقران روئینگ اهل ایالات متحده آمریکا بود.